# Пам'ятний знак загиблим у локальних війнах
Пам'ятник загиблим у локальних війнах - пам'ятка місцевого значення, розміщена у центральній частині міста Рівне, в охоронній зоні пам'ятки архітектури національного значення «Гімназія (мур.)», будівля теперішнього Рівненського обласного краєзнавчого музею.

## Історія
Після Другої світової війни війська СРСР брали участь у 24-х локальних війнах і збройних конфліктах на території 16-ти іноземних держав. Найбільш масштабною і трагічною була війна в Афганістані. Майже 160 тис. воїнів України пройшли через афганську війну, багато з них загинуло.

## Опис
Пам'ятник встановлений на чотириступінчастій платформі. В центрі платформи заглиблений прямокутний майданчик, який по периметру окреслений гранітними плитами. В центрі майданчика, на невисокому прямокутному постаменті, встановлений пам'ятний знак у вигляді стилізованого зображення скель, у прірву яких падає птах з підбитим крилом.
Композиція символізує передчасно обірване життя, трагічну долю юнаків. Спереду, по центру та по обидві сторони майданчика встановлено меморіальні плити. З бічних сторін встановлено по три плити з прізвищами, ініціалами та роками життя загиблих воїнів-інтернаціоналістів (114 прізвищ).

## Взяття на державний облік
Розпорядженням голови обласної державної адміністрації № 478 від 22 серпня 2000 р. пам'ятку взято на державний облік.